# پادشاه سانجونگ
پادشاه سانجونگ (۲۸دسامبر ۱۰۴۷ - ۵ دسامبر ۱۰۸۳ ) (حکومت ۱۰۸۳) دوازدهمین پادشاه گوریو بود. او بزرگترین پسر مونجونگ و برادر بزرگتر سئونجونگ بود. او در سال ۱۰۵۴ به عنوان ولیعهد انتخاب شد. با این حال، او کمتر از یک سال حکومت در سال ۱۰۸۳ درگذشت.

## خانواده
- پدر: مونجونگ گوریو (۲۹ دسامبر ۱۰۱۹ – ۲ سپتامبر ۱۰۸۳) (고려 문종)
  - پدر بزرگ:هیئون جونگ گوریو(۱ اوت ۹۹۲ – ۱۷ ژوئن ۱۰۳۱) (고려 현종)
  - مادر بزرگ: Queen Wonhye of the Ansan Kim clan (? – ۳۰ ژوئن ۱۰۲۲) (원혜태후 김씨)
- مادر: Queen Inye of the Incheon Lee clan (۱۰۳۱ – ۱۰۹۲) (인예왕후 이씨)
  - پدر بزرگ: Lee Ja-Yeon (۱۰۰۳ – ۱۰۶۱) (이자연)
  - مادر بزرگ: Lady Kim of the Gyeongju Kim clan (경주 김씨)

همسران: 
1. Queen Jeongui of the Kaesong Wang clan (정의왕후 왕씨)
2. Queen Seonhui of the Gyeongju Kim clan (? – ۲۲ فوریه ۱۱۲۶) (선희왕후 김씨)
3. Princess Janggyeong of the Incheon Lee clan (장경궁주 이씨)